# دان بوكنر
دان بوكنر (بالإنجليزية: Dan Buckner)‏ هو لاعب كرة قدم كندية أمريكي، ولد في 31 مايو 1990 في ألين في الولايات المتحدة.

## وصلات خارجية
- دان بوكنر على موقع مرجع كرة القدم المحترفة.كوم (الإنجليزية)
- دان بوكنر على موقع JustSportsStats.com (الإنجليزية)